# Casa Doctor Genové
La Casa Doctor Genové és un edifici situat a La Rambla, 77 de Barcelona, catalogat com a bé cultural d'interès local.

## Història
El 1863, el farmacèutic Pere Genové i Colomer (1834-1900) tenia el seu establiment al passatge Bernardí Martorell. El 1872 va obrir una nova farmàcia, amb el nom de Botica Hispano-Americana, a la Rambla del Centre o de Caputxins.
El seu fill Pere Genové i Soler (1876-1921) va continuar el negoci, i el 1911 encarregà a l'arquitecte Enric Sagnier i Villavecchia el projecte d'un nou edifici que reunís la farmàcia i el laboratori. Aquesta construcció fou una de les candidates al concurs anual de l'Ajuntament.

## Descripció
Es tracta d'un estret edifici de planta baixa, tres pisos i golfes.
Als baixos hi ha un arc apuntat amb l'emblema d'Asclepi en relleu a la clau. L'envolten mosaics que, després de modificacions per les successives substitucions de rètols comercials, han estat restaurats segons el disseny inicial però sense cap inscripció. Hi ha de similars sota el ràfec prominent flanquejat per pinacles, en els dos panys de mur que separen els finestrals de cada un dels tres primers pisos, i al voltant de l'arc apuntat que clou la gran obertura vertical que tanca els esmentats finestrals dins un perfil com de vitrall gòtic. Foren realitzats per Lluís Bru i Salelles.
La darrera planta presenta tres arcs carpanells de perfil conopial, a manera de galeria, que configuren el goticisme moderat del conjunt.
La façana és coronada per mènsules de fusta que suporten la cornisa, formada pel volat de la coberta, de teula àrab sobre maons esgraonats. L'antic emblema en banderola, de ferro forjat, desaparegué en perdre l'edifici la funció de farmàcia.